# Prêmio Fernström
O Prêmio Fernström (em sueco:  Fernströmpriset) é uma série de prêmios anuais para cientistas proeminentes no campo da medicina suecos e nórdicos, patrocinado pela fundação Eric K. Fernström. Os prêmios são administrados pela Faculdade de Medicina da Universidade de Lund.

## Prêmio Nórdico
O Prêmio Fernström Nórdico (Nordiska Fernströmpriset) é concedido anualmente para um cientista nórdico de destaque em medicina. E dotado com um milhão de coroas suecas (aproximadamente € 100.000).
Recipientes do Prêmio Fernström Nórdico
- 1979: Anders Lundberg, Göteborg
- 1979: Mogens Schou, Århus
- 1980: Örjan Ouchterlony, Göteborg
- 1980: Carl-Bertil Laurell, Malmö
- 1981: Kari Cantell, Helsingfors
- 1982: Egil Gjone, Oslo
- 1983: George Klein e Eva Klein, Stockholm
- 1984: Peter Reichard, Stockholm
- 1985: Jens Christian Skou, Århus
- 1986: Christian Crone, Köpenhamn
- 1987: Torsten Almén, Malmö
- 1988: Peter Perlmann, Stockholm
- 1989: Torvad Laurent, Uppsala
- 1990: Sten Grillner, Stockholm
- 1991: Inge Edler, Lund
- 1992: Jerker Porath, Uppsala
- 1993: Carl-Henric Heldin e Bengt Westmark, Uppsala
- 1994: Anders Bill, Uppsala
- 1995: Per Andersen, Oslo
- 1996: Johan Stenflo, Malmö
- 1997: Arne Holmgren, Stockholm
- 1998: Staffan Normark, Stockholm
- 1999: Keld Danø, Köpenhamn
- 2000: Hans G. Boman, Stockholm
- 2001: Bo Hellman e Claes Hellerström, Uppsala
- 2002: Birger Blombäck e Margareta Blombäck, Stockholm
- 2003: Lennart Philipson, Stockholm
- 2004: Jan Holmgren, Göteborg
- 2005: Kari Alitalo, Helsingfors
- 2006: Leena Peltonen-Palotie, Helsingfors
- 2007: Felix Mitelman, Lund
- 2008: Edvard Moser e May-Britt Moser, Trondheim
- 2009: Jan-Åke Gustafsson
- 2010: Antti Vaheri
- 2011: Anders Björklund
- 2012: Peter Arner
- 2013: Leif Groop
- 2014: Per Brandtzæg, Oslo
- 2015: Jens Juul Holst
- 2016: Jiří Bartek e Jiri Lukas [2]
- 2017: Jonas Frisén, Karolinska institute.
- 2018: Maiken Nedergaard

## Prêmio Sueco
O Prêmio Fernström Sueco (Svenska Fernströmpriset) é concedido anualmente a seis cientistas suecos proeminentes em medicina. Os prêmios são distribuídos de forma que cada recipiente trabalhe em uma das seis faculdades de medicina na Suécia:
- Gothenburg (Universidade de Gotemburgo)
- Linköping (Universidade de Linköping)
- Lund (Universidade de Lund)
- Stockholm (Instituto Karolinska)
- Umeå (Universidade de Umeå)
- Uppsala (Universidade de Uppsala)